# 陶家湖站
陶家湖站是一个淮南线上的铁路车站，位于安徽省长丰县陶家湖乡，建于1935年，曾为四等站，现已撤销，邮政编码为231123。本站在撤销前曾办理旅客乘降；行李、包裹托运；货运：办理整车货物发到；危险货物仅办理农药、化肥发到。
1. ↑  铁道部电子计算技术中心, 铁道部运输局. . 北京: 中国铁道出版社. 1998: 29. ISBN 9787113030995.